# ان‌بی‌ای ۲کی۲۲
ان‌بی‌ای ۲کی۲۲ (انگلیسی: NBA 2K22) یک بازی ویدئویی شبیه‌سازی بسکتبال است که توسط ۲کی گیمز بر اساس اتحادیه ملی بسکتبال توسعه ‌یافته‌است. این بازی در سال ۲۰۲۱ برای مایکروسافت ویندوز، نینتندو سوئیچ، پلی‌استیشن ۴، پلی‌استیشن ۵، اکس‌باکس وان و اکس‌باکس سری اکس و سری اس منتشر شده‌است.